# Muntingia calabura

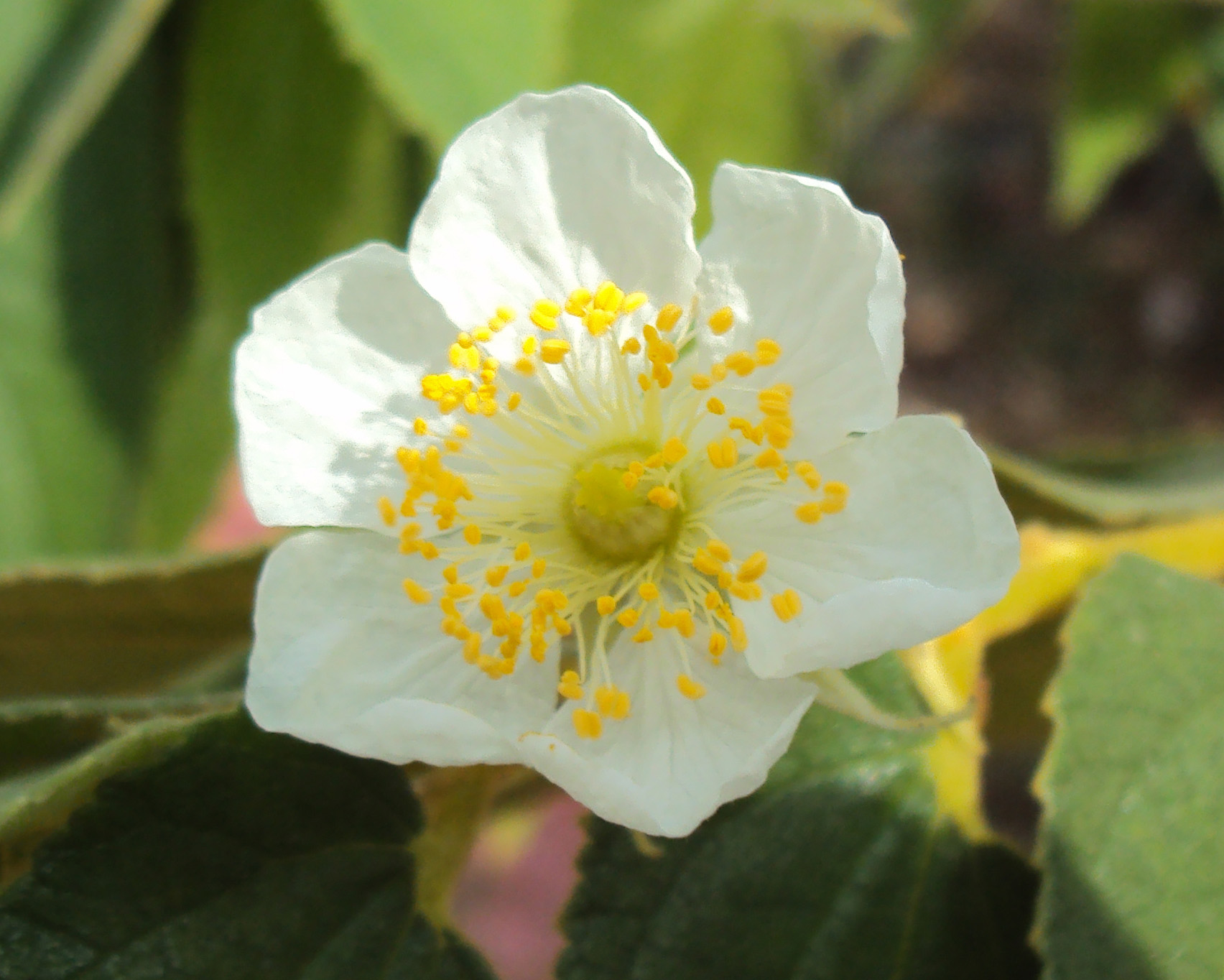
Květ

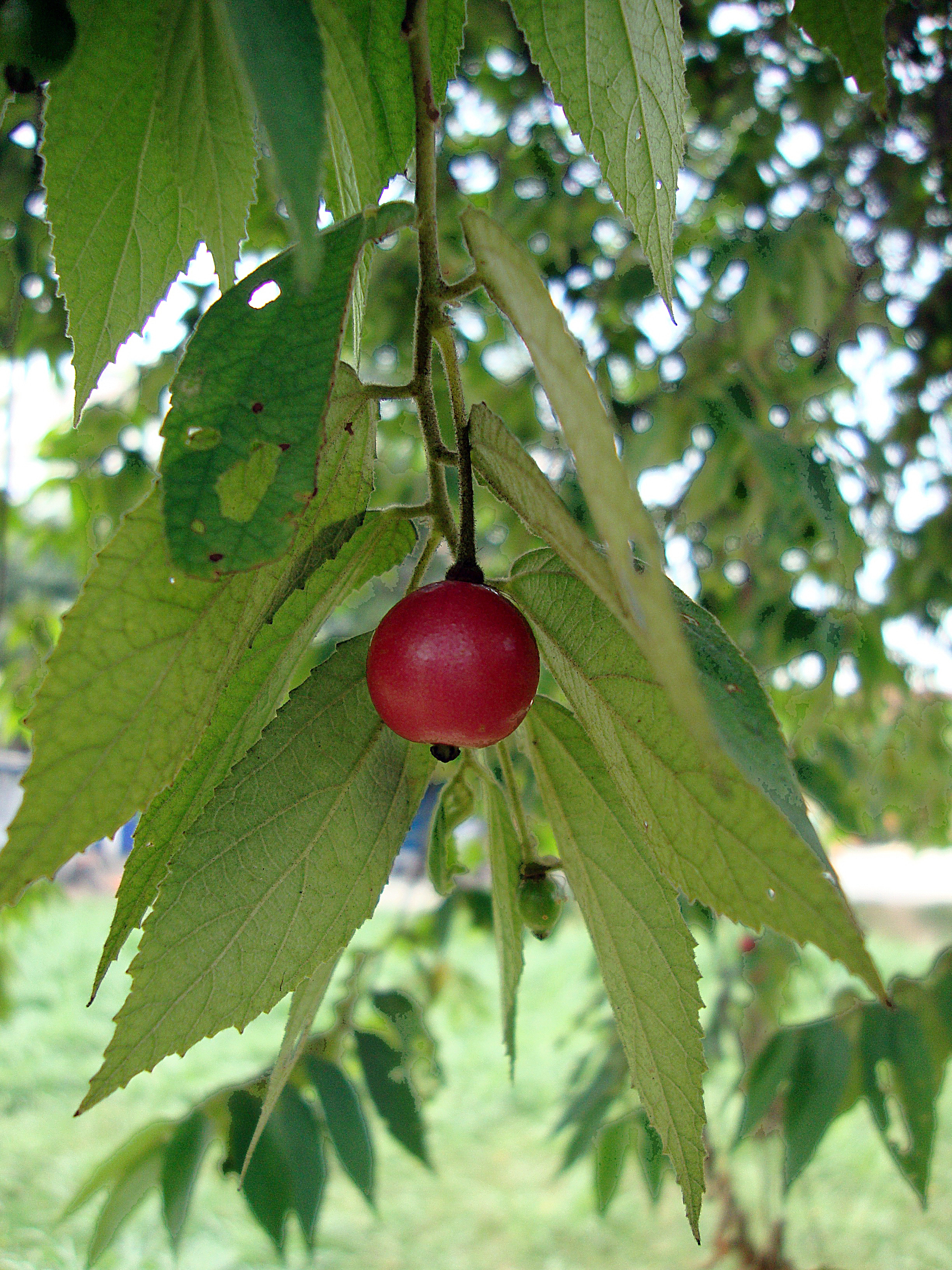
Zralý plod

Muntingia calabura je stálezelený strom nebo keř, jediný druh monotypického rodu kalabura (Muntingia); v angličtině bývá nazýván jamajská třešeň. V minulosti byl součásti čeledi slézovitých, ze které je na základě molekulárních studií přeřazen do nové čeledi kalaburovitých. Je pěstován pro nevelké, ale chutné plody.
Pochází z Nového světa, kde je rozšířen od severoamerického jižního Mexika přes Střední Ameriku a ostrovy Karibiku až po severní oblasti jihoamerické Argentiny. Byl zavezen a pěstuje se i na dalších místech s tropickým podnebím, např. v Kalifornii, na Floridě, ostrovech v Pacifiku, Filipínách, v Indii, Indonésii i Malajsii v takovém rozsahu, že tam bývá pokládán za původní druh. V severní Austrálii se rychle šíří, že je dokonce považován za invazní druh.

## Ekologie
Je dřevinou prosperující i bez lidské péče v chudých, kyselých i zásaditých půdách v tropickém i částečně subtropickém klimatu. Muntingia calabura se ve své domovině vyskytuje až do nadmořské výšky 1300 m, je sice odolná vůči suchu, ale pro tvorbu plodů potřebuje dostatek vláhy. Potřebuje plné slunce a snáší znečištěné ovzduší velkoměst, nevyhovuje však zasolená půda. Kolonizuje narušená stanoviště v tropických nížinných oblastech, stává se součástí sekundární vegetace a galerijních lesů, uměle jsou jimi osazováné kamenité, neplodné půdy.
V tropech roste, kvete a plodí průběžně po celý rok, v subtropech (např. na Floridě) přestává růst, kvést i vytvářet plody během nejchladnějších měsíců. Přirozeně roste rozptýleně v lesích na březích potoků a říček, opadané plody jsou potravou ryb. Ploidie druhu je 2n = 30.

## Popis
Vyšší keř nebo strom, často s více kmeny, dorůstající do výšky až 10 m. Strom může mít kmen až o průměru 15 cm, jeho tenká a hladká kůra bývá tmavě šedá a u mladých větví je šedohnědě proužkovaná. Četné podlouhle, kopinaté listy s krátkými řapíky vyrůstají střídavě, jejich čepele jsou 4 až 18 cm dlouhé a 2 až 6 cm široké, bázi mají šikmou, vrchol dlouze zašpičatělý, po obvodě jsou nepravidelně pilovité, na lícní straně sytě zelené a na rubu bělavé, oboustranně jsou krátce pýřité.
Květy o průměru až 2,5 cm vyrůstají z úžlabí listů jednotlivě nebo společně po dvou až třech ve svazečcích. Jsou oboupohlavné, pěti nebo šestičetné, mají stopky 2,5 cm dlouhé a vzhledem připomínají květy jahod. Kališní lístky jsou volné, zelené, chlupaté, kopinaté a většinou okolo 1 cm dlouhé. Široce obvejčité, rozložené, nehetnaté korunní lístky jsou bílé, mají kopisťovitý tvar a bývají 1,3 cm dlouhé. V květu je větší počet nestejně dlouhých tyčinek (25 až 70) a svrchní, pěti až sedmipouzdrý semeník s mnoho vajíčky a s přisedlou bliznu bez čnělky. Květy kvetou pouze jeden den, v odpoledních hodinách již uvadají, jsou samosprašné a bývají opylovány včelami.
Plodem je ve zralosti jasně červená (řídce žlutá), kulovitá, zploštělá, dužnatá bobule mívající 1,5 cm v průměru, která obsahuje četná drobná, hnědě zbarvená, asi 0,5 mm dlouhá semena o hmotnosti nejvýše 25 µg. Stromy produkují průběžně velké množství bobulí, které mají tenkou, jemnou kůži obalující velmi sladkou, chutí fíky připomínající dužinu. Obsažená semínka jsou tak drobná, že při jídle nejsou postřehnutelná. Zralé plody se s větví setřásají, později opadávají samy.

## Rozmnožování
Rozšiřují se semeny, která přirozeně s plody roznášejí ptáci, plodožraví netopýři a jiní savci. Uměle se množí výsevem vodou propláchnutých a ve stínu usušených semen. Semenáče po výsadbě do vyhnojené půdy rychle rostou a začínají kvést již ve věku dvou let. Semena dobře a rychle klíčí a muntingia calabura je proto někdy považován i za invazní dřevinu.

## Význam
Stromy většinou bohatě plodí několikrát za rok a množstvím květů jsou také významnou medonosnou rostlinou, bývají proto vysazovány v blízkosti obydlí. Plody jsou velmi sladké a bývají konzumováné jako ovoce syrové, nebo slouží pro výrobu džemů, sirupů, želé a případně se z nich pálí alkohol. Přirozeně slouží i jako potrava asi pro 60 druhů obratlovců.
Dřevo je lehké, nažloutlá běl je měkká, červené jádro je tvrdé, jemně zrnité a dobře opracovatelné. Je ceněno pro tesařskou výrobu a hlavně jako palivo pro vaření, rychle se zapálí, intenzivně hoří a vydává málo kouře. Ve průmyslové výrobě slouží jako zdroj celulózy pro výrobu papíru. Z kůry se spřádají měkká vlákna pro motouzy i hrubá lana.

## Galerie

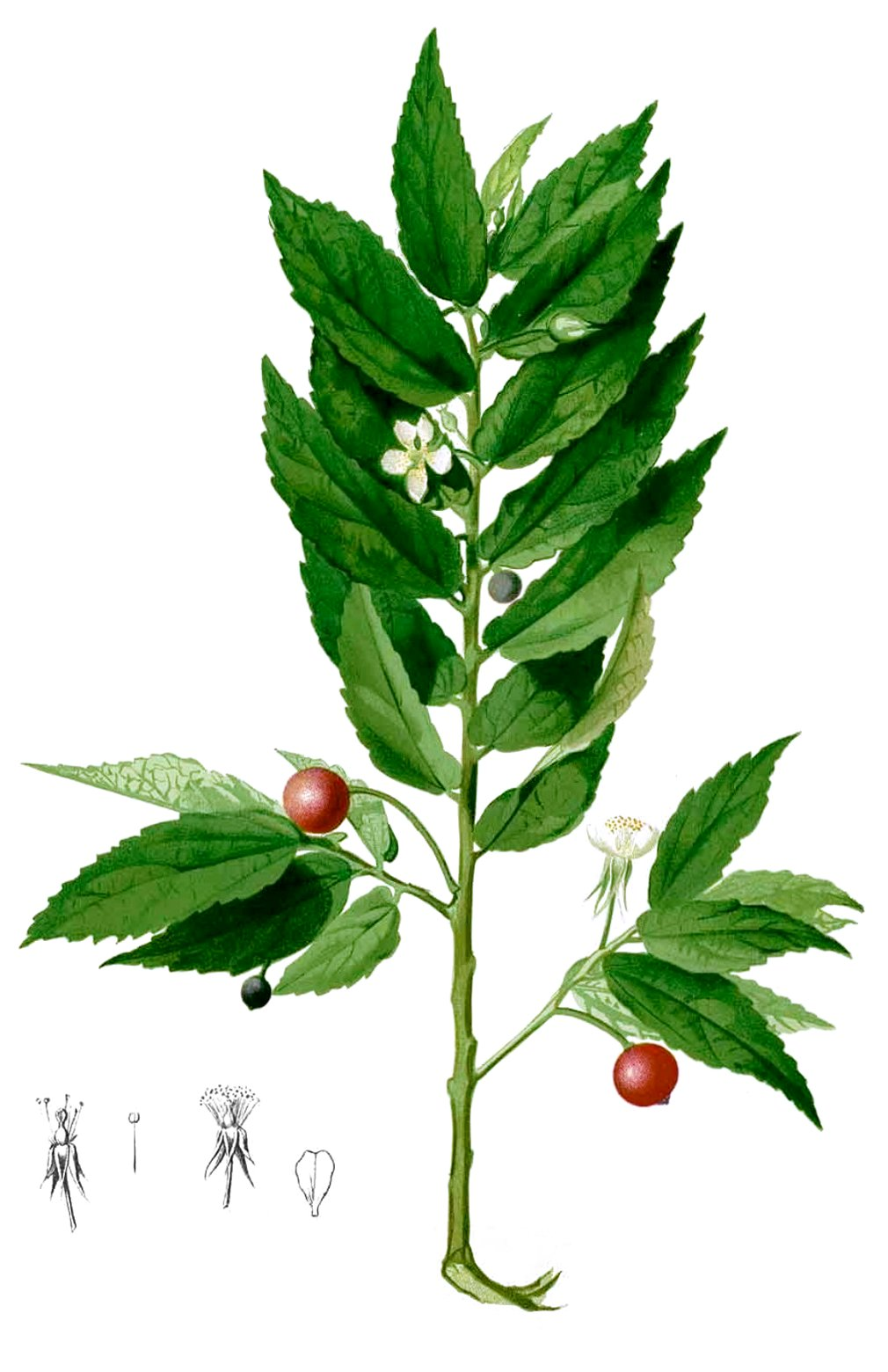
Nákres kvetoucí a plodící větve.
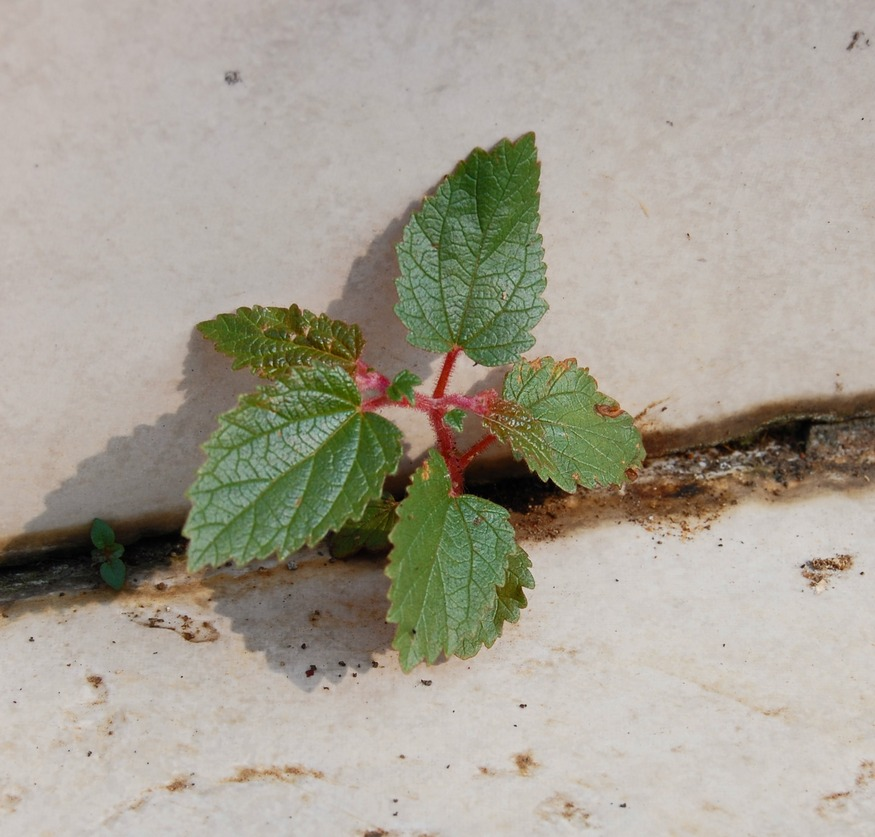
Mladý výhon
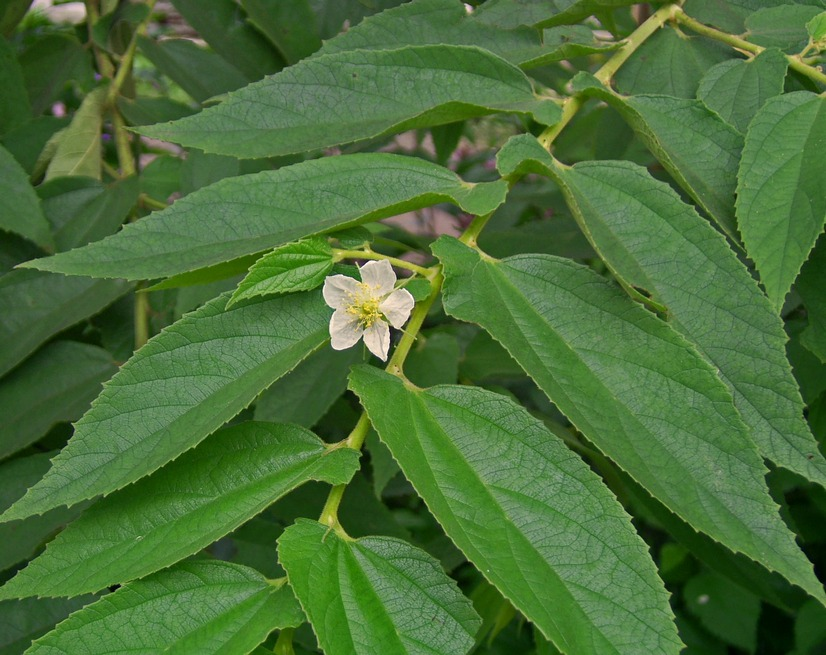
Listy a květ
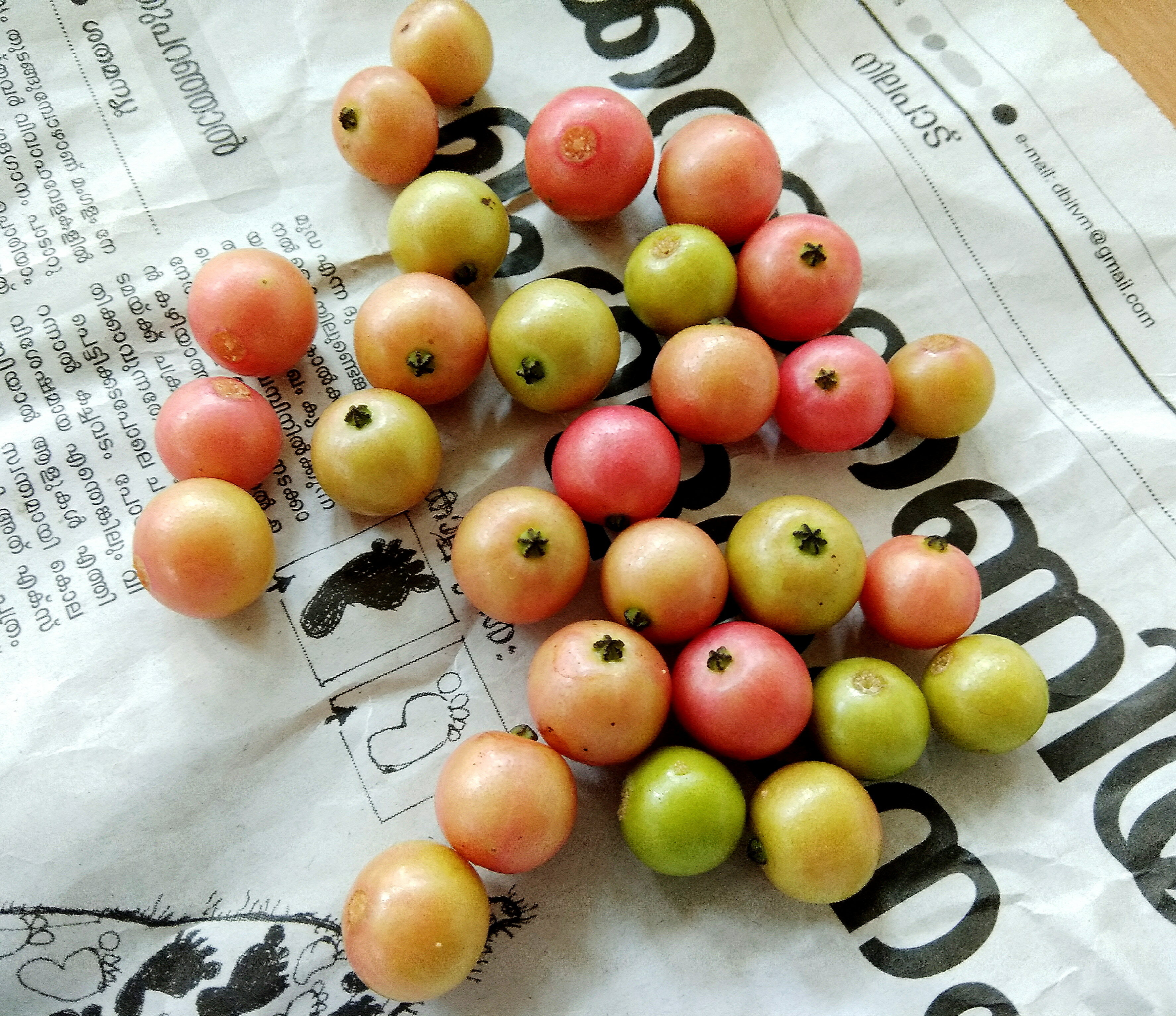
Plody v různém stupni zralosti